# ポワンタピートル国際空港
ポワンタピートル国際空港（ポワンタピートルこくさいくうこう、英: Pointe-à-Pitre International Airport）は、フランスの海外県グアドループのポワンタピートルにある国際空港である。グアドループ県最大の空港であり、同県の玄関口となっている。空港はポワンタピートル市街地から北北西に約2.4km離れたレザビームにある。
2008年の年間利用者数は200～250万人と推定され、グラントレー・アダムス国際空港に次いで、小アンティル諸島でもっとも利用の多い空港の一つである。

## 就航路線
| 航空会社                         | 就航地 |
| -------------------------------- | --- |
| エール・アンティル・エクスプレス | フォール・ド・フランス, サン＝バルテレミー, サン・マルタン |
| エア・カナダ                     | モントリオール |
| エア・カライベス                 | カイエンヌ, フォール・ド・フランス, ハバナ, Les Saintes, マリー＝ガラント, マイアミ, パリ (オルリー), ポルトープランス, サン＝バルテレミー, サン・マルタン, セントルシア, サントドミンゴ |
| エールフランス航空               | カイエンヌ, フォール・ド・フランス, マイアミ, パリ (シャルル・ド・ゴール) [季節運航], パリ (オルリー), ポルトープランス, サントドミンゴ                                                  |
| エア・トランザット               | モントリオール |
| エンヴォイ・エア                 | サンジュアン |
| クバーナ航空                     | ハバナ |
| LIAT                             | アンティグア, ドミニカ (Melville Hall) |
| ネオス                           | ミラン (マルペンサ) |